# مهرداد سوم
مهرداد سوم (پارتی: 𐭌𐭄𐭓𐭃𐭕 Mihrdāt) از ۸۷ تا ۸۰ پیش از میلاد، پادشاه شاهنشاهی اشکانی بود. وجود او در تحقیقات امروزی مورد اختلاف است.

## زندگی
تاریخ تولد مهرداد توسط مورخان باستان مشخص نشده‌است اما ضرب سکه‌های وی او را به عنوان یک مرد میانسال نشان می‌دهد. او احتمالاً پسر مهرداد دوم بود. در ژوئیه/اوت ۸۷ پ. م، مهرداد سوم تخت اشکانی را از ارد یکم گرفت. تقریباً در همین دوره، حاکم سلوکی، دیمتریوس سوم اکوئروس، برادرش فیلیپ یکم فیلادلفوس را در برِئوآ در سوریه محاصره کرد. در این زمان فرماندار شهر برِئوآ که نامش عزیز بود، یک فیلارک عرب (رهبر قبیله) بود و از فرماندار اشکانی، مهرداد سیناکس، درخواست کمک کرد. با کمک آنها، دیمیتریوس سوم شکست خورده و توسط مهرداد سوم گروگان گرفته شد، وی با «افتخار» او را اسیر کرد تا اینکه در اثر بیماری درگذشت. در اوت/سپتامبر ۸۰ پ. م، مهرداد سوم در بابل تخت سلطنت را از دست داد و اندکی پس از آن توسط ارد یکم از شوش رانده شد. ممکن است مهرداد سوم از این واقعه جان سالم به در برده باشد و توانسته باشد به شمال فرار کند و در آنجا به جنگ ادامه‌دهد. تا اینکه در سال بعدی درگذشت. با این وجود محققان دیگر از وجود حکومت مهرداد سوم در دهه ۸۰ پ. م حمایت نمی‌کنند. به گفته رحیم م. شایگان (۲۰۱۱)، وجود پادشاهان رقیب در زمان پادشاهی ارد یکم «در وقایع نگاری شواهد سکه‌شناسی، ممکن است پشتیبانی ناچیزی در منابع ادبی و اسنادی پیدا کند، و می‌تواند با تفسیرهای متفاوت از سکه‌های آن دوره به دست دهد». شایگان استنباط می‌کند که گودرز یکم تا زمان مرگش در سال ۸۰ پ. م سلطنت کرد و ارد یکم جانشین او شد.